# Брандон (Флорида)
Брандон (англ. Brandon) — статистически обособленная местность, расположенная в округе Хилсборо (штат Флорида, США) с населением в 90 470 человек по статистическим данным переписи 2007 года.

## География
По данным Бюро переписи населения США статистически обособленная местность Брандон имеет общую площадь в 75,89 квадратных километров, из которых 74,33 кв. километров занимает земля и 1,55 кв. километров — вода. Площадь водных ресурсов округа составляет 2,04 % от всей его площади.
Статистически обособленная местность Брандон расположена на высоте 14 м над уровнем моря.

## Демография
| Год переписи        | Нас.  |  | %±     |
| ------------------- | ----- |  | ------ |
| 1960                | 1665  |  | —      |
| 1970                | 12749 |  | 665,7% |
| 1980                | 41826 |  | 228,1% |
| 1990                | 57985 |  | 38,6%  |
| 2000                | 77895 |  | 34,3%  |
| 1960–2000 Источник: |       |  |        |

По данным переписи населения 2007 года в Брандонe проживало 90 470 человек, 25 135 семей, насчитывалось 35 913 домашних хозяйств и 38 358 жилых домов. Средняя плотность населения составляла около 1192,12 человек на один квадратный километр. Расовый состав населённого пункта распределился следующим образом: 77,4 % белых, 12,8 % — чёрных или афроамериканцев, 0,3 % — коренных американцев, 2,8 % — азиатов, 0,05 % — выходцев с тихоокеанских островов, 3,6 % — представителей смешанных рас, 3,2 % — других народностей. Испаноговорящие составили от всех жителей статистически обособленной местности.
Из 35913 домашних хозяйств в 38,1 % воспитывали детей в возрасте до 18 лет, 58,7 % представляли собой совместно проживающие супружеские пары, в 11,7 % семей женщины проживали без мужей, 25,8 % не имели семей. 19,6 % от общего числа семей на момент переписи жили самостоятельно, при этом 4,5 % составили одинокие пожилые люди в возрасте 65 лет и старше. Средний размер домашнего хозяйства составил 2,68 человек, а средний размер семьи — 3,10 человек.
Население статистически обособленной местности по возрастному диапазону по данным переписи 2000 года распределилось следующим образом: 26,9 % — жители младше 18 лет, 8,5 % — между 18 и 24 годами, 33,5 % — от 25 до 44 лет, 22,4 % — от 45 до 64 лет и 8,7 % — в возрасте 65 лет и старше. Средний возраст жителей составил 34 года. На каждые 100 женщин в Брандонe приходилось 94,0 мужчин, при этом на каждые сто женщин 18 лет и старше приходилось 90,9 мужчин также старше 18 лет.
Средний доход на одно домашнее хозяйство статистически обособленной местности составил 51 639 долларов США, а средний доход на одну семью — 56 931 доллар. При этом мужчины имели средний доход в 37 454 доллара США в год против 28 935 долларов среднегодового дохода у женщин. Доход на душу населения статистически обособленной местности составил 51 639 долларов в год. 6,9 % от всего числа семей в населённом пункте и 7,6 % от всей численности населения находилось на момент переписи населения за чертой бедности, при этом 5,7 % из них были моложе 18 лет и 5,3 % — в возрасте 65 лет и старше.